# Perilampus chrysis
Perilampus chrysis is een vliesvleugelig insect uit de familie Perilampidae. De wetenschappelijke naam is voor het eerst geldig gepubliceerd in 1787 door Fabricius.